# هیروشی سایتو (بازیکن بسکتبال)
هیروشی سایتو (انگلیسی: Hiroshi Saito; ۱۵ سپتامبر ۱۹۳۳ – ۱۰ نوامبر ۲۰۱۱) بازیکن بسکتبال اهل ژاپن بود.